# Minale Tattersfield
Minale Tattersfield è una delle più antiche agenzie di design di Londra. Fondata nel 1964 da Marcello Minale e Brian Tattersfield, conosciutisi presso l'agenzia pubblicitaria Young & Rubicam, dove entrambi lavoravano. Tra i lavori più significativi l'immagine coordinata dei celebri magazzini Harrods di Londra realizzata alla fine degli anni sessanta, il nome "Eurostar" e l'immagine coordinata del treno veloce tra Gran Bretagna e Francia, l'immagine coordinata e il branding delle Olimpiadi di Sydney, il marchio delle mele Melinda, l'imballaggio dei prodotti Nivea. Nel 1983, presso il Padiglione d'arte contemporanea di Milano, è stata dedicata all'agenzia la mostra: Minale/Tattersfield. Vent'anni di rivoluzione grafica: 1963-1983